# Brustlein (Mulhouse)
Pour les articles homonymes, voir Brustlein.
Brustlein est un quartier de Mulhouse intra muros, dans le département du Haut-Rhin, en région Grand Est. Ancien quartier industriel dornachois, il devient un quartier mulhousien à part entière lors du rattachement de l'ancienne commune de Dornach à Mulhouse en 1914. La ville de Mulhouse y a construit des habitations à destination des ouvriers, faisant du Brustlein un quartier d'habitations populaires. Il est séparé du quartier de Dornach par la voie ferrée, et est limitrophe du quartier de la Doller et du Péricentre à l'Est et du quartier Daguerre au sud.

## Description
Le quartier est occupé par des entreprises industrielles (Clemessy, journal «l’Alsace», DMC), il est emblématique de l'histoire industrielle de la ville et a une densité de population inférieure à la moyenne de Mulhouse.
Une partie de Brustlein est classée en tant que quartier prioritaire, comptant près de 1 300 habitants en 2018 pour un taux de pauvreté de 43 %.